# Metal Slug Advance
Metal Slug Advance – gra wideo z gatunku strzelanin "run and gun" wydana na przenośną konsolę Game Boy Advance przez SNK w 2004 roku. Jest to poboczna część serii Metal Slug.

## Fabuła
W grze można sterować jedną postacią z dwójki nowych bohaterów - byli to Walter Ryan i Tyra Elson, którzy również walczą z armią generała Mordena. Akcja gry dzieje się na wyspie, zawierającej różne lokacje - od wzgórz, po świątynie tubylców, po plaże.

## Rozgrywka
Rozgrywka jest zbliżona do poprzednich odsłon serii, to dwuwymiarowy shooter z akcją zaprezentowaną z boku postaci. Gracz musi iść w prawo i eliminować idących w jego stronę wrogów aż do skończenia poziomu. Bohaterowie mają pistolet z nielimitowaną amunicją, oraz granaty jednak w trakcie gry można znaleźć broń (np shotgun, Laser czy Rocket Launcher). Za uwalnianie jeńców można otrzymywać bonusy od nich, a także kolekcjonerskie karty. Każdy poziom dzieli się na kilka sekcji, a na jego końcu czeka boss – zwykle potężnie uzbrojony i opancerzony pojazd, który trzeba zniszczyć. Powraca możliwość kierowania tytułowym Metal Slugiem (czołgiem z działkiem, laserem oraz możliwością skakania) oraz latanie samolotem.